# Austrocarabodes gressitti
Austrocarabodes gressitti är en kvalsterart som beskrevs av Balogh och Sandór Mahunka 1978. Austrocarabodes gressitti ingår i släktet Austrocarabodes och familjen Carabodidae. Inga underarter finns listade.